# 7e dynastie van Egypte
De 7e dynastie van het oude Egypte was een periode zonder centraal gezag, met snel opeenvolgende farao's. Volgens Manetho was het een periode van anarchie, met 70 koningen die bij elkaar 70 dagen regeerden.
De koningen die tijdens de 7e dynastie regeerden (van ca. 2216-2134 v.Chr.), volgden elkaar snel op en hadden geen controle over geheel Egypte. Provinciale ambtenaren werden niet langer door de koning benoemd, hun ambt was erfelijk geworden. Hierdoor ontstonden in de provincies machtige families, die onderling met elkaar rivaliseerden, wat leidde tot een versnippering van het land. Er zijn veel namen van farao's die in deze periode geplaatst kunnen worden, maar exacte data voor regeringsperiodes zijn niet bekend.

## Farao's
- Netjerkare
- Menkare
- Neferkare II
- Nerferkare (III) Neby
- Djedkare (II) Shemai
- Neferkare (IV) Khendu
- Merenhor
- Neferkamin I
- Nikare
- Neferkare (V) Tereru
- Neferkahor

## Galerij

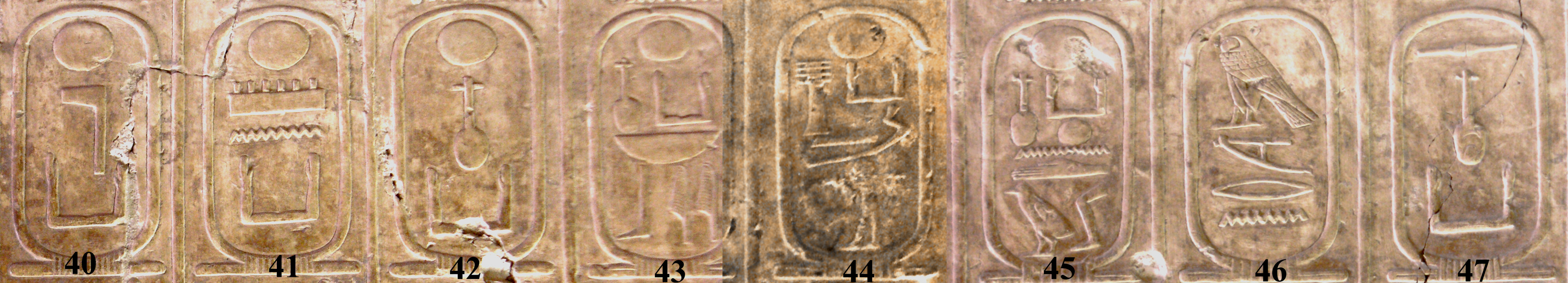

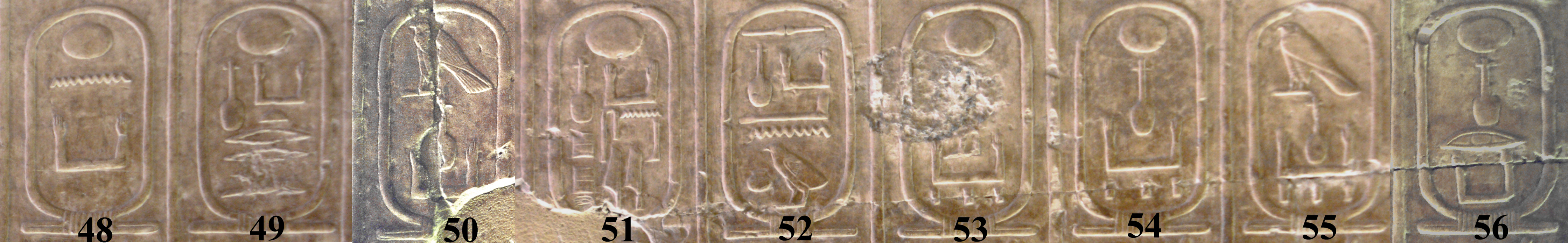

- 40=Netjerkare, 41=Menkare, 42=Neferkare II, 43=Neferkare-Neby, 44=Djedkare Shemai, 45=Neferkare Khendu, 46=Merenhor en 47=Neferkamin

- 48=Nikare, 49=Neferkare Tereru, 50=Neferkahor; 51-56 zijn koningen van de 8e dynastie van Egypte